# ОШ „Сава Керковић” Љиг
Основна школа „Сава Керковић” (основана 1903. год) у Љигу, варошица у Колубарском округу, добила назив по учитељу Сави Керковићу.

## Почеци рада школе
ОШ „Сава Керковић” основана 1901. год. решењем министарства, а са радом почиње 1903. год. Рад је био организован прво по приватним кућама, а прва зграда изграђена је 1912. године на имању које је добијено на поклон. Школа ту бива до 1963. године када због дотрајалости бива измештена. 
Након проглашења Љига за варошицу, у Бабајићу ниче школа, 1913. године и ради до 1931. када се гради нова школа у близини данашњег Суда.
Први учитељ у новој згради био је Сава Керковић (Мокра Гора, Ужице,1909 - 1943. погинуо на Гламочком пољу) учитељ и учесник НОР и  по њему школа добија назив.
Нова зграда, у којој се и данас одвија настава почела је са радом 1984. У састав матичне школе улазе и 13 издвојених одељења.